# La festa perduta
La festa perduta és una pel·lícula italiana del 1981 dirigida per Pier Giuseppe Murgia. Va participar en la secció de Nous Realitzadors del Festival Internacional de Cinema de Sant Sebastià 1981.

## Argument
Luca, Sara, Giovanni i Matteo són quatre joves units per l'odi contra l'ordre burgès i decideixen utilitzar la violència armada cometent crims violents, entre ells alguns robatoris. Al final, el destí dels quatre nois serà fatal: Sara, Giovanni i Matteo són assassinats per la policia durant un robatori a Gènova, mentre que Luca aconsegueix escapar i se suïcida.

## Repartiment
- Fabrizio Bentivoglio: Luca
- Cristina Donadio: Sara
- Stefano Raffi: Matteo
- Giancarlo Sulis: Giovanni
- Mara Nocilla: Maddalena